# Calau de les Visayas
El calau de les Visayas o calau tarictic (Penelopides panini) és una espècie d'ocell de la família dels buceròtids (Bucerotidae) que habita les illes de Ticao, Masbate, Panay, Guimaras i Negros, a les Filipines.